# آناندابان
آناندابان (به لاتین: Aanandaban) در نپال با جمعیت ۶٬۸۹۴ نفر است که در lumbini zone واقع شده‌است.